# Ceroctena intravirens
Ceroctena intravirens är en fjärilsart som beskrevs av Paul Dognin 1900. Ceroctena intravirens ingår i släktet Ceroctena och familjen nattflyn. Inga underarter finns listade i Catalogue of Life.